# Norman Clermont
Pour les articles homonymes, voir Clermont.
Norman Clermont (né le 16 octobre 1940 à Grand-Mère) est un professeur et chercheur en archéologie québécois.
Il est fortement influencé par Gilles Boulet, alors professeur au Séminaire Sainte-Marie de Shawinigan, où il poursuit ses études classiques.
Il part ensuite en France étudier, à la Sorbonne, la préhistoire, qui ne s'enseigne pas au Québec au début des années 1960.
En 1972, il donne le premier cours universitaire de préhistoire du Québec ainsi que le premier programme de formation universitaire continue en archéologie du Québec en 1973.

## Distinctions
- 1994 - Prix de reconnaissance pour son œuvre comme archéologue de l'Association des archéologues professionnels du Québec
- 1996 - Prix ICOMOS Canada pour sa contribution exceptionnelle à l'héritage culturel du Québec
- 2002 - Prix Gérard-Morisset
- 2002 - Prix Smith-Wintemberg

## Publications
- 1974 : Qui étaient les Attikamègues? Anthropologica, 16(1): 59-74.
- 1982 : La culture matérielle des Indiens de Weymontachie : Images d'hier dans une société en mutation. Montréal : Recherches Amérindiennes au Québec, 157 pages.